# Disident

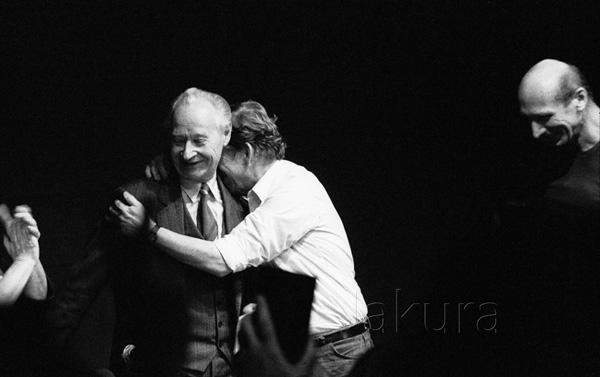
Václav Havel a Alexander Dubček 24. listopadu 1989 v pražské Laterně magice

Disident [dysident] (lat., česky odpůrce, odštěpenec či odpadlík) je v politickém slova smyslu člověk odlišně smýšlející, odmítající oficiální vládnoucí ideologii, aktivní odpůrce establishmentu (zpravidla nenásilnou formou). Zejména v nedemokratických státech bývají disidenti za své přesvědčení pronásledováni a trestáni, a to i trestem odnětí svobody či trestem smrti.
Disent [dysent] je označení pro jednotlivce a skupiny, jež veřejně a otevřeně vyjadřují názory odlišné od oficiální vládnoucí ideologie.

## Etymologie
Slovo „disident“ se začalo používat pro odpůrce totalitních režimů ve východním bloku v 60. letech 20. století ve Francii. Pojem pochází z latinského dissidere (nesouhlasit).

## Definice
Podle Václava Bělohradského „disident v první řadě hájí to, co nesmíme obětovat v žádném politickém systému.“ Rozlišuje mezi disidentem a pouhým odpůrcem systému; disident se podle Bělohradského „liší od odpůrce nějakého režimu tím, že se nesnaží vyměnit jeden režim za druhý, socialismus za liberalismus například, nebojuje za jednu politickou alternativu, ale hájí prostor, v němž mohou alternativy vznikat – hájí podmínky působení svobodného rozumu ve společnosti“.
| „                                     | „Disidentem“ se člověk nestává tak, že se jednoho dne rozhodne pro tuto svéráznou kariéru, ale proto, že vnitřní odpovědnost kombinovaná s celým komplexem vnějších okolností ho prostě do tohoto postavení uvrhne: je vyhozen z existujících struktur a postaven do konfrontace s nimi. Na začátku nebylo nic víc a nic míň než úmysl dělat dobře svou práci - a na konci je cejch nepřítele. | “ |
| — Václav Havel: Moc bezmocných (1978) | |   |

## Disidenti v 16.–19. století
Osoba, která nenáležela ke státem uznávané církvi, byla označována za rozkolníka, různověrce a disidenta. V Polsku byli jako disidenti označováni všichni nekatolíci už od 16. století; tak je popisuje např. polský historik Józef Łukaszewicz ve svém díle Wiadomość historyczna o Dyssydentach w mieście Poznaniu w XVI. i XVII. wieku... Na rozdíl od Poláků se Čeští bratři v Lešně definovali jako exulanti, stalo se tak v díle Historia o těžkých protivenstvích církve české hned od počátku jejího na víru křesťanskou obrácení... až do léta 1632... Toto kolektivní dílo bylo zapsáno a sestaveno Adamem Hartmanem, závěrečnou revizi provedl J. A. Komenský. Později pojem „disident“ použila například Teréza Nováková, která své dílo Děti čistého živého ukončila slovy: „Vždy odpor, vždy vzdor, jednou zděděný, jindy přivátý – – – věru tito lidé nepřestanou nikdy býti disidenty!“

## Disent ve východním bloku ve 20. století

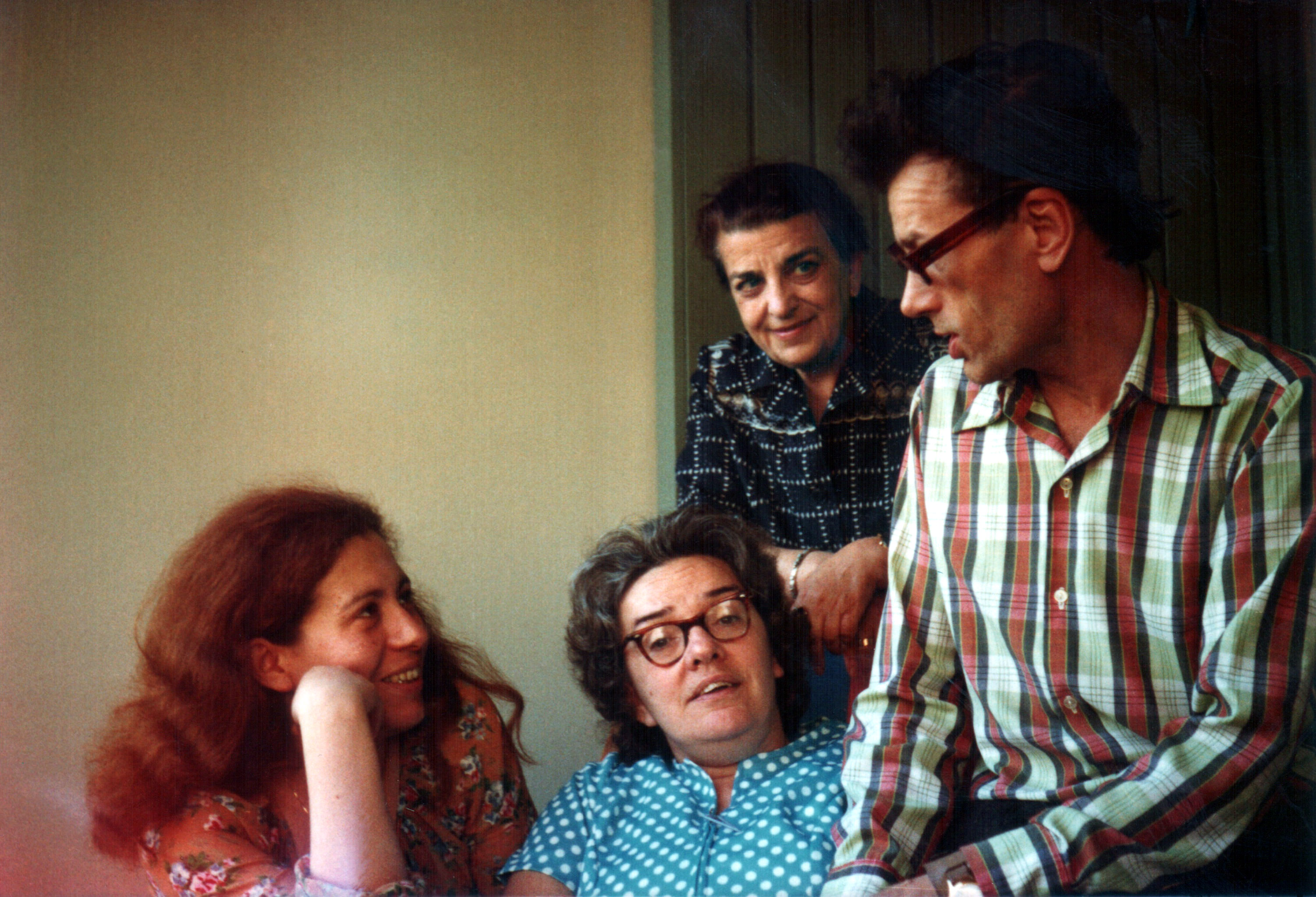
Členové Moskevské helsinské skupiny v roce 1978 v Mnichově

Ve střední a východní Evropě se v 2. polovině 20. století disidenti snažili odporovat oficiálním režimům vydáváním tzv. samizdatové literatury, organizováním petičních akci, protestních shromáždění apod. Po rozpadu východních komunistických diktatur se řada disidentů stala členy nově zvolených vlád.
Podle Noama Chomského bylo postavení disidentů ve východním bloku nesrovnatelné s mnohem horší situací disidentů mimoevropských (např. v Latinské Americe, na Filipínách nebo v jihovýchodní Asii).

## Současní disidenti
Za disidenty jsou označování odpůrci režimu v nedemokratických státech, například v Číně, v Bělorusku či na Kubě.

## Jiná použití pojmu
Bývalý český prezident Václav Klaus považuje za disidenty i lidi, kteří nesouhlasí s Evropskou unií; mezi takové disidenty zařadil – v době, kdy byl českým prezidentem – i sám sebe.
Předseda zahraničního výboru ruské státní dumy Alexej Puškov nazval „novým disidentem, bojovníkem proti systému“ Edwarda Snowdena, bývalého systémového administrátora americké Národní bezpečnostní agentury (NSA) a zaměstnance CIA, který do tisku vynesl informace o masivním sledování telefonické a elektronické komunikace bezpečnostními službami USA. Mluvčí Bílého domu Jim Carney odmítl, že by byl Snowden disident.

## Disidentské skupiny
- Charta 77
- Solidarita (Polsko)
- Moskevská helsinská skupina (Московская Хельсинкская группа)
- LPS (Lietuvos persitvarkymo sąjūdis)
- LLL (Lietuvos Laisvės Lyga) (Litevská Liga Svobody)